# 큰부리새자리 제타
큰부리새자리 제타(Zeta Tucanae, ζ Tuc, ζ Tucanae)는 큰부리새자리에 있는 F 분광형의 주계열성이다. 이 별은 지구에서 28광년 떨어져 있으며 겉보기 등급은 +4.23이다.
큰부리새자리 제타의 질량은 태양의 약 99 퍼센트 수준이며 반지름은 약 106 퍼센트로 태양보다 약간 크다. 이 별의 표면 온도는 약 6,200켈빈으로 태양보다 더 높으며, 밝기는 태양의 약 1.3배이다. 제타의 중원소 함량은 태양의 약 44~79퍼센트 수준이다.

## 같이 보기
- 가까운 밝은 별